# Кретара (Терамо)
Кретара (итал. Cretara) је насеље у Италији у округу Терамо, региону Абруцо.
Према процени из 2011. у насељу је живело 73 становника. Насеље се налази на надморској висини од 519 м.